# Baleine à bec d'Hector
Mesoplodon hectori
Espèce
Statut de conservation UICN

 DD  : Données insuffisantes
Statut CITES
La baleine à bec d'Hector (Mesoplodon hectori) est une espèce de cétacés de la famille des Ziphiidae.
C'est un petit Mesoplodon vivant dans l'hémisphère sud. Cette baleine porte le nom de Sir James Hector, un des fondateurs du musée colonial de Wellington, en Nouvelle-Zélande. L'espèce a rarement été observée à l'état sauvage. 
Certaines données censées se rapporter à cette espèce, notamment les juvéniles et les mâles, se sont avérées être basées sur les spécimens mal identifiés de la baleine à bec de Perrin.

## Taxonomie
Le biologiste anglais John Edward Gray a été le premier à nommer l'espèce Berardius hectori en 1871, à partir d'un spécimen (un mâle de 2,82 mètres) recueilli dans la baie de Titahi, en Nouvelle-Zélande, en janvier 1866.
L'année suivante, en 1872, l'anatomiste anglais William Henry Flower le classa dans le genre Mesoplodon, tandis qu'en 1873. L'espèce est restée dans le genre Mesoplodon jusqu'en 1962, lorsque Charles McCann, un zoologiste spécialiste des vertébrés, a soutenu que l'espèce ne représentait qu'un juvénile de Berardius arnuxi. Le spécialiste des baleines à bec Joseph Curtis Moore (1968) et J. G. B. Ross (1970) ont contesté cette désignation, arguant que M. hectori était une espèce valide. Des spécimens mâles adultes des années 1970 et 1980 ont confirmé le statut spécifique de l'espèce.

## Description
Atteignant une longueur maximale d'environ 4,2 m (1,9 m à la naissance) et un poids estimé à environ 1 tonne (1,032 tonne), la baleine d'Hector est l'une des plus petites baleines à bec. Elle n'est connue que par quelques animaux échoués et une seule observation confirmée d'un juvénile au large de l'Australie occidentale.
Les baleines à bec d'Hector ont une couleur gris-brun foncé sur le dos et plus pâle sur le ventre. Un seul spécimen femelle trouvé en Argentine était gris clair sur le dos et blanc sur le ventre.

### Estomac
Comme les autres membres du genre Mesoplodon, l'estomac est divisé en quatre chambres. Les quatre chambres sont respectivement l'estomac principal proximal, l'estomac principal distal, les estomacs de liaison et l'estomac pylorique.
L'estomac du spécimen d'Argentine présentait des dizaines de nématodes dans toutes les chambres de l'estomac, à l'exception de la chambre de connexion.

### Dentition
En mars 2016, le Musée d'Australie-Méridionale a effectué une autopsie sur un spécimen femelle échoué de l'espèce sur la plage de Waitpinga, près d'Adélaïde, en Australie-Méridionale. On a découvert que le spécimen avait une paire de grands crocs que l'on ne voit pas parmi la dentition typique de l'espèce, en particulier pour les femelles, qui n'en ont généralement pas. Ces dents sont peut-être vestigiales, ou des atavismes d'un autre type, bien que l'établissement d'une réponse définitive soit difficile en raison du manque de connaissances de l'espèce.